# 桐渓寺
桐渓寺（とうけいじ）は、中華人民共和国湖南省長沙市岳麓区伏龍山にある仏教寺院。

## 歴史
791年（唐の貞元7年）、禅宗青原行思系の弟子である振郎禅師が伏龍山に来て「興国寺」を建立したのが桐渓寺の前身である。会昌5年（845年）、武宗李炎は皇位を継ぐと、全国範囲で道教を振興し仏教を廃滅する運動を展開。会昌の廃仏により一度は廃寺となったが。
宋の時、寺院は再建され、「伏龍庵」と改称された。
明の末年、伏龍庵は戦火で焼失した。
清の時、天岩応適は弟子を率いて寺を再建し、「桐渓寺」と改名した。1874年（同治13年）、曽国藩は桐渓寺の背後にあった伏龍山に遷葬した。
中華民国の時、桐渓寺は麓山寺、開福寺、杲山寺、上林寺、宝寧寺、華林寺、霊雲寺と並んで「長沙八大叢林」と呼ばれた。1944年、有名な詩僧万休は桐渓寺で入滅した。
文化大革命の時、紅衛兵は桐渓寺を破壊し、仏像を燃やし、僧を解散させた。2005年、釈容禅は『長沙市仏教志』を読んでいた時、桐渓寺の記録を見て、寺を訪ねようとしたが、イヌマキ2本とイチョウ1本しか見つからなかった。釈容禅はイヌマキ下で寺院の再建を発願した。2005年、信者の助成を受けて桐渓寺が再建された。

## 伽藍
放生池、天王殿、大雄宝殿、観音殿、蔵経閣、鐘楼、鼓楼、配殿、遊廊、客堂

## 周辺建築
- 曾国藩墓